# Emporia grisescens
Emporia grisescens är en fjärilsart som beskrevs av Émile Louis Ragonot 1887. Emporia grisescens ingår i släktet Emporia och familjen mott. Inga underarter finns listade i Catalogue of Life.